# BB84
BB84 – protokół kwantowej dystrybucji klucza wynaleziony przez Charlesa Bennetta i Gilles’a Brassarda w 1984 roku. Jest to pierwszy protokół kryptografii kwantowej. Można udowodnić, że ten protokół jest bezpieczny w oparciu o fundamentalne prawa fizyki (zasadę nieoznaczoności, no-cloning theorem), a nie o ograniczenia techniczne (mocy obliczeniowej), jak w przypadku protokołów klasycznych (np. RSA).

## Opis
Celem protokołu BB84 jest przekazanie jawnym kanałem ciągu bitów, tak, by był znany tylko nadawcy i odbiorcy. Tradycyjnie nadawcę nazywa się Alicją, a odbiorcę Bobem. Alicja zaczyna od wygenerowania dwóch losowych ciągów bitów {\displaystyle a} i {\displaystyle b,} oba długości {\displaystyle n.} Następnie, koduje te dwa ciągi jako ciąg {\displaystyle n} kubitów,
{\displaystyle |\psi \rangle =\bigotimes _{i=1}^{n}|\psi _{a_{i}b_{i}}\rangle .}
gdzie {\displaystyle a_{i}} i {\displaystyle b_{i}} to {\displaystyle i}-te bity odpowiednio {\displaystyle a} i {\displaystyle b.} Indeks {\displaystyle a_{i}b_{i}} oznacza jeden z czterech stanów kubitu:
{\displaystyle |\psi _{00}\rangle =|}{\displaystyle \rangle }
{\displaystyle |\psi _{10}\rangle =|}{\displaystyle \rangle }
{\displaystyle |\psi _{01}\rangle =|}{\displaystyle \rangle ={\frac {1}{\sqrt {2}}}|}{\displaystyle \rangle +{\frac {1}{\sqrt {2}}}|}{\displaystyle \rangle }
{\displaystyle |\psi _{11}\rangle =|}{\displaystyle \rangle ={\frac {1}{\sqrt {2}}}|}{\displaystyle \rangle -{\frac {1}{\sqrt {2}}}|}{\displaystyle \rangle }
Fizyczną realizacją kubitów proponowaną przez autorów protokołu są pojedyncze fotony o polaryzacjach liniowych w bazie standardowej {\displaystyle 0^{\circ },} {\displaystyle 90^{\circ }} oraz w bazie polaryzacji skośnych {\displaystyle 45^{\circ },} {\displaystyle 135^{\circ }.}
Ta procedura koduje kolejne bity ciągu {\displaystyle a} w bazach wyznaczonych przez odpowiadające im bity ciągu {\displaystyle b.}
Alicja przesyła Bobowi skonstruowany ciąg kubitów {\displaystyle |\psi \rangle } kanałem publicznym. Bob próbuje poznać bity ciągu {\displaystyle a,} ale nie wie, w jakich bazach {\displaystyle b_{i}} zostały one zakodowane. Generuje on losowy ciąg {\displaystyle n} bitów {\displaystyle b'.} Następnie mierzy stany kubitów przesłanych przez Alicję w bazach wyznaczonych przez ciąg {\displaystyle b',} uzyskując ciąg bitów {\displaystyle a'.} Jeżeli {\displaystyle b_{i}=b'_{i},} czyli bazy zostały wybrane zgodnie to {\displaystyle a_{i}=a'_{i}} i Bob odczytuje prawidłową wartość bitu {\displaystyle a_{i}.} W przeciwnym przypadku odczytuje {\displaystyle 0} lub {\displaystyle 1} z równym prawdopodobieństwem.
Po zakończeniu pomiaru przez Boba następuje procedura ujawnienia baz: Alicja i Bob przesyłają kanałem publicznym ciągi {\displaystyle b} i {\displaystyle b'.} Następnie porównują te ciągi i odrzucają te bity ciągów {\displaystyle a,} {\displaystyle a',} które zostały zmierzone w innej bazie niż zostały wysłane (średnio odrzucają połowę bitów, a te, które pozostają, są identyczne). Ciąg pozostałych bitów może zostać wykorzystany jako jednorazowy klucz.

## Przykład
| losowy bit Alicji {\displaystyle a_{i}}                 | 0 | 1 | 1 | 0 | 1 | 0 | 0 | 1 |
| losowa baza Alicji {\displaystyle b_{i}}                |   |   |   |   |   |   |   |   |
| polaryzacja fotonu wysłanego przez Alicję               |   |   |   |   |   |   |   |   |
| losowa baza pomiaru Boba {\displaystyle b_{i}'}         |   |   |   |   |   |   |   |   |
| polaryzacja zmierzona przez Boba {\displaystyle a_{i}'} |   |   |   |   |   |   |   |   |
| procedura ujawnienia baz                                |   |   |   |   |   |   |   |   |
| uzgodniony tajny klucz                                  | 0 |   | 1 |   |   | 0 |   | 1 |

## Przykład ataku
Najprostszym przykładem ataku na protokół kwantowej dystrybucji klucza jest atak intercept/resend. Osoba podsłuchująca, nazywana Ewą, przechwytuje kubity przesyłane przez Alicję, mierzy ich stany i próbuje odesłać takie same kubity Bobowi. Nie może jednak zrobić tego z pełną dokładnością, ze względu na ograniczenia mechaniki kwantowej. Dokonując pomiaru stanu kubitu, jednocześnie go niszczy. Ewa nie jest w stanie stwierdzić, w której bazie Alicja przygotowała kubit i wybiera losową z dwóch baz. Dokonuje w niej pomiaru i odsyła Bobowi kubit w takim samym stanie, jaki zmierzyła. Jeżeli Ewa wybrała taką samą bazę jak Alicja, to trafnie odczytuje bit Alicji i przesyła Bobowi identyczny kubit. Jednakże w przypadku wybrania innej bazy Ewa otrzymała losowy wynik i odsyła niepoprawny kubit Bobowi.
| losowy bit Alicji {\displaystyle a_{i}}                 | 0                      | 1 | 1                      | 0 | 1 | 0                       | 0 | 1                      |
| losowa baza Alicji {\displaystyle b_{i}}                |                        |   |                        |   |   |                         |   |                        |
| polaryzacja fotonu wysłanego przez Alicję               |                        |   |                        |   |   |                         |   |                        |
| losowa baza pomiaru Ewy                                 |                        |   |                        |   |   |                         |   |                        |
| polaryzacja zmierzona przez Ewę i odesłana Bobowi       |                        |   |                        |   |   |                         |   |                        |
| losowa baza pomiaru Boba {\displaystyle b_{i}'}         |                        |   |                        |   |   |                         |   |                        |
| polaryzacja zmierzona przez Boba {\displaystyle a_{i}'} |                        |   |                        |   |   |                         |   |                        |
| tajny klucz Boba                                        | 0                      |   | 1                      |   |   | 1                       |   | 1                      |
| zgodność kluczy Alicji i Boba                           | {\displaystyle \surd } |   | {\displaystyle \surd } |   |   | {\displaystyle \times } |   | {\displaystyle \surd } |
| tajny klucz Ewy                                         | 0                      |   | 1                      |   |   | 0                       |   | 0                      |

Ewa nie tylko nie poznała całego klucza, ale też wprowadziła błędy w kluczu Boba. Teraz Alicja i Bob, porównując jawnie część bitów swoich kluczy, mogą wykryć podsłuch i oszacować liczbę bitów klucza uzyskanych przez Ewę. Jeżeli zgodność pomiędzy kluczami Alicji i Boba jest dostatecznie wysoka, a informacja, którą posiada Ewa dostatecznie mała, Alicja i Bob mogą poprzez klasyczne procedury wzmocnienia prywatności i uzgadniania informacji uzyskać klucze o dowolnie małym błędzie i dowolnie niskiej zgodności z kluczem Ewy. Poprawa jakości klucza następuje kosztem zmniejszenia liczby bitów.